# Scaphoideus orientalis
Scaphoideus orientalis är en insektsart som beskrevs av Kitbamroong och Freytag 1978. Scaphoideus orientalis ingår i släktet Scaphoideus och familjen dvärgstritar. Inga underarter finns listade i Catalogue of Life.